# 超ハジバム3。
『超ハジバム3。』（ちょうはじばむスリー）はハジ→の3枚目のメジャーオリジナルアルバムである。2016年10月5日発売。発売元はEMI Records。

## 解説
- 前作『超ハジバム2。』から約2年2ヶ月ぶりのリリースとなるオリジナルアルバム。
- 初回限定盤には ハジ→が本作の収録曲すべてを解説したインタビュー映像と「絆。」「Dreamland。feat. RED RICE (from 湘南乃風), CICO (from BENNIE K)」のMUSIC VIDEOのメイキングを収録したDVDを付属。

## 収録曲

### CD
1. 約束。
  - 作詞・作曲：ハジ→

リードトラック
2. 記念日。feat. miwa
  - 作詞・作曲：ハジ→・miwa

ベストアルバム『ハジベスト。』収録。
3. ワンチャンス☆♪。
  - 作詞・作曲：ハジ→
4. Dreamland。 feat. RED RICE (from 湘南乃風), CICO (from BENNIE K)
  - 作詞：BENNIE K・ハジ→・RED RICE 作曲：BENNIE K・Mine-Chang・ハジ→・RED RICE

8thシングル
5. BGM♪♪。
  - 作詞・作曲：ハジ→

6thシングルカップリング
6. BEER TALK。
  - 作詞・作曲：ハジ→

8thシングルカップリング
7. ふるさと仙台。
  - 作詞・作曲：ハジ→
8. おやじ。
  - 作詞・作曲：ハジ→
9. しあわせの定義。
  - 作詞・作曲：ハジ→
10. 風のたより。
  - 作詞・作曲：ハジ→

7thシングルカップリング
11. 絆。
  - 作詞・作曲：ハジ→

7thシングル
12. バイバイきみへ。〜でも、サヨナラじゃない〜
  - 作詞・作曲：ハジ→
13. 君と。
  - 作詞・作曲：ハジ→

6thシングル

### DVD
1. ハジ→による超バム3!!! 全曲解説インタビュ→♪。
2. 絆。(MV撮影メイキングムービ→☆。)
3. Dreamland。feat. RED RICE (from 湘南乃風), CICO (from BENNIE K)(MV撮影メイキングムービ→☆。)